# Porky's Hotel
Porky's Hotel est un cartoon, réalisé par Bob Clampett et sorti en 1939, qui met en scène Porky Pig.